# Komórka (powieść)
Komórka – powieść Stephena Kinga z 2006 roku. W Polsce wydana rok później przez wydawnictwo Albatros.

## Opis fabuły
Musi być coś w tym, że CELL rymuje się z HELL.
Pierwszy października w Bostonie był pięknym, słonecznym dniem, tylko że o 15:03 po południu rozdzwoniły się telefony komórkowe na całym świecie. Sygnał, który przesłały sprawił, że ich właściciele zmienili się w coś, co z wyglądu przypomina człowieka, ale jest dzikie, bezrozumne i pała żądzą mordu – są oni nazwani „telefonicznymi szaleńcami”.
‘Cell’ na początku to klasyczny horror przemocy, którego klimat w trakcie kolejnych rozdziałów zmienia się w specyficzny Kingowski nastrój niepewności i zagrożenia. Bohaterowie z Bostonu wędrują do miejsca, które jak początkowo przypuszczają może być bezpieczne – Kashwak w stanie Maine. W trakcie podróży zaczynają poznawać zachowanie, czy też może instynkt ludzi, którzy odebrali Puls. Po kilku dniach okazuje się, że telefoniczni szaleńcy nie są już tak bezmyślni jak na początku, przejawiają zdolności telepatyczne oraz psychokinetyczne – jak się później okazuje są kontrolowani przez Łachmaniarza. Bohaterów zaczynają męczyć identyczne koszmary senne.
Główni bohaterowie:
- Clayton Riddell – autor komiksów (w dniu Pulsu sprzedał swoją historię o Mrocznym Wędrowcu – Dark Wanderer wydawnictwu Dark Horse)
- Tom McCourt – biznesmen
- Alice Maxwell – piętnastolatka, której Clay i Tom uratowali życie
- Jordan – dwunastoletni geek komputerowy